# أحمد القرشي طه
أحمد القرشي طه هو أول شهيد في ثورة أكتوبر السودانية في عام 1964 م، التي قامت ضد حكم الفريق إبراهيم عبود العسكري وأدت إلى سقوطه وقيام حكومة مدنية في مكانه.

## ميلاده
ولد أحمد قرشي طه محمد صالح في قرية القراصة في ولاية النيل الأبيض (الحالية) بالسودان في عام 1945 م. ونشأ في عائلة تضم ثلاثة إخوة هم عبد المتعال ومأمون وعمر وخمسة أخوات.

## المراحل التعليمية
درس في صباه في خلوة الشيخ ميرغني في قرية القراصة وخلوة جده الشيخ الصديق ثم في مدرسة نعيمة الأولية انتقل بعدها إلى مدرسة الدلنج الأولية بمدينة الدلنج في جنوب كردفان والتي انتقل إليها والده الذي كان يعمل بالتجارة حيث أكمل القرشي تعليمه الإبتدائي فيها ثم انتقل إلى مدرسة أبوجبيهة الوسطى، وتلقى تعليمه الثانوي في مدرسة الفاشر الثانوية بمدينة الفاشر بشمال دارفور ومنها التحق بجامعة الخرطوم حيث درس الأحياء في السنة الأولى بكلية العلوم.

### قرية القراصة
تقع قرية القراصة مسقط رأس القرشي في ولاية النيل الأبيض على بعد 31 كيلومتر من مدينة القطينة التي يربطها بالخرطوم العاصمة طريق الخرطوم – ربك. وتنقسم القراصة إلى قسمين: القراصة شرق والقراصة غرب وتفصل بينهما ترعة (قناة للري) مشروع السعادة الزراعي. ويقع بينهما النصب التذكاري لأحمد القرشي. وتعمل أغلبية سكان القرية في الزراعة وفي سياقة أو تشغيل الشاحنات التي تعمل في نقل السلع التجارية بين شرق السودان ووسطه وغربه.

## نشاطه السياسي
اختلفت الروايات حول النشاط السياسي للقرشي وميوله الفكرية أثناء دراسته في الجامعة وقبل حادثة استشهاده في أكتوبر / تشرين الثاني 1964 م. فهناك من ينسبه إلى الحزب الشيوعي السوداني باعتباره عضو رابطة الطلبة الشيوعيين في جامعة الخرطوم ومسؤول الاتصال بين الرابطة ومركز الحزب.، بينما يرى البعض فيه ميولاُ للإتجاه الإسلامي بالجامعة. وثمة من يذكر بأنه كان ينتمي إلى الجبهة الديمقراطية اليسارية. كما أن هناك من يعتقد بأنه لم يكن منتمياً لأي أتجاه سياسي بالجامعة.
وحسب وصف الدكتور كليف تومسون الأستاذ بجامعة ويسكونسون الأمريكية وأحد شهود العيان الأجانب القليلين على
أحدات أكتوبر 1964.

فقد كان القرشي شاباً هادئاً يحب الكرة ولعب أوراق الكوتشينة. وعُرف عنه أنه كان يسارياً منذ أيام دراسته الثانوية . كما كان يؤدي أيضاً واجباته الدينية من صلاة وصوم. كما وصفه شقيقه عبد المتعال بالهدوء رغم إنه قاد أول اعتصام طلابي بمدرسة الفاشر الثانوية احتجاجاً على نقص الكتب والمعلمين حيث تم فصله من المدرسة لبعض الوقت وأعيد لاكمال دراسته بعد أن تعهد كتابة لمدير المدرسة بعدم تكرار ما قام به.

## قصة استشهاده
في مساء يوم الأربعاء 21 أكتوبر / تشرين الأول 1964 م، أقام طلاب جامعة الخرطوم ندوة في مجمع داخليات البركس (ثكنات الجيش البريطاني سابقا )، بالحرم الجامعي حول مشكلة جنوب السودان التي كانت قد تفاقمت آنذاك بسبب سياسة القوة التي تبنتها حكومة الرئيس إبراهيم عبود العسكرية للقضاء على التمرد في الجنوب. توافد الطلاب من داخلياتهم المختلفة إلى مكان انعقاد الندوة في الساحة الواقعة بين داخليتي «القاش» و «كسلا».
رفضت الحكومة عقد الندوة وقامت قوة من الشرطة بمحاصرة الحرم الجامعي ثم أمر أحد الضباط بفض الندوة، لكن الطلاب أصروا على الإستمرار في عقد الندوة وواصلو اجتماعهم غير عابئين بأمر الضابط، ومن ثم بدأت الشرطة في استخدام القوة لتفريق المجتمعين وألقت القنابل المسيلة للدموع.
وحدث صدام عنيف بين الشرطة والطلبة الذين بدأوا في التراجع نحو مباني داخلياتهم وانهالوا على الشرطة بالحجارة وقطع الأثاث الصغيرة، وكان القرشي ضمن مجموعة الطلبة التي كانت متواجدة بداخلية «السوباط». القريبة من البوابة الرئيسية لمجمع الداخليات ( المعروفة لدى الطلاب باسم البركس).
ووفقاً لرواية الدكتور كليف تومسون كان هناك تجمع لرجال الشرطة على بعد 60 قدماً تقريباُ من مجمع البركس وقد اختبأ عدد من الطلاب وراء الممر الذي يربط مبنى داخلية السوباط بمبنى الحمامات التابعة لها وكان من بينهم الطالب أحمد القرشي الذي كان يعيد سنته الأولى بكلية العلوم. كان نحيلاً يرتدي بنطالاً وقميصاً أبيض كفكف أكمامه إلى منتصف ساعده.
حمل القرشي حجراً وقفز من فوق الحائط القصير وركض في الجانب الآخر حتى صار على بعد نحو 20 قدماً من طرف الداخلية وألقى به نحو الشرطة وهو يهتف. وحينئذ سٌمع دوي طلق ناري سقط على إثره القرشي على الأرض وقد اخترقت طلقة رأسه قرب حاجبه الأيمن وخرجت من مؤخرة جمجمته. حمله زملاؤه إلى الممر ثم إلى غرفة في مبنى الداخلية. وكان ينزف من مؤخرة جمجمته وسال دم من فمه ثم قاموا بنقله إلى المستشفى.

## مستشفى الخرطوم
توفي القرشي وسجي جثمانه بمشرحة مستشفى الخرطوم وتجمهر الطلاب وغيرهم من المواطنين وأرادوا نقل الجثمان إلى الجامعة، إلا أن الشرطة منعتهم من ذلك، وتدخل رئيس الجامعة آنذاك البروفسور النذير دفع الله (وزير تربية لاحقاً) لدى السلطات وتمكن من تسلم الجثمان مع مجموعة من أساتذة الجامعة والأطباء وغيرهم وحملوه في موكب مر بشارع الأسبتالية أمام المستشفى حتى كوبري الحرية وتوجهوا به إلى ساحة ميدان عبد المنعم بالخرطوم جنوب حيث تمت الصلاة عليه بحضور شخصيات سياسية معارضة لنظام عبود آنذاك من بينها الصادق المهدي زعيم حزب الأمة المنحل آنذاك والذي أمّ المصلين، والدكتور حسن الترابي عميد كلية القانون بجامعة الخرطوم حينئذ، وعبد الخالق محجوب سكرتير الحزب الشيوعي السوداني ومجموعة من المحامين والقضاة والطلاب وغيرهم من المواطنين.

ودفن رفات القرشي في مقبرة قريته القراصة على مقربة من قبر والديه وأقاربه، وأحيط قبره بسياج ورسم على الجدار الخارجي للقبر علم السودان وكتبت على الشاهد عبارة: «هذا قبر شهيد ثورة أكتوبر»، كما كتب فيه تاريخ الإستشهاد. وتوجد شجرة هجليج فوق القبر.

## القرشي رمزا للثورة
بنجاح ثورة أكتوبر وإعلان الفريق إبراهيم عبود حل المجلس الأعلى للقوات المسلحة ومجلس وزرائه، أصبح اسم القرشي رمزاً للعهد الجديد وعرف بشهيد ثورة أكتوبر الأول، فتم تكريمه بإطلاق إسمه على بعض المرافق العامة أهمها حديقة القرشي بالخرطوم وصدرت طوابع بريد تحمل صورته. وتغنى به الشعراء والفنانون في قصائدهم وأناشيدهم الوطنية ومنها أوبريت ملحمة الثورة وأدتها مجموعة من فنانين بارزين من بينهم الفنان محمد الأمين والفنان خليل إسماعيل والفنانة أم بلينا السنوسي ومن كلمات الأوبريت:
وكان القرشي شهيدنا الأول .. وما تراجعنا
حلفنا نقاوم ليلنا وسرنا .. وما تراجعنا
وكان في الخطوة بنلقى شهيد
شهيد.. شهيد..شهيد
بدمه يرسم فجر العيد
وكتب الشاعر السوداني محمد المكي إبراهيم:
باسمك الشعب انتصر
حائط السجن انكسر
والقيود انجدلت جدلة عرس في الأيادي
كان أكتوبر في لحظتنا الأولى
بدم القرشي
حين دعاه القرشي حتى انتصر